# Cantón de País de Morlaàs y de Montanérès
El cantón de  País de Morlaàs y de Montanérès  (cantón n.º 23,  Pays de Morlaàs et du Montanérès  en francés) es una división administrativa francesa del departamento de los Pirineos Atlánticos creado por Decreto n.º 2014-148, artículo 24.º, del 25 de febrero de 2014 y que entró en vigor el 22 de marzo de 2015, con las primeras elecciones departamentales posteriores a la publicación de dicho decreto.

## Historia
Con la aplicación de dicho Decreto, los cantones de Pirineos Atlánticos pasaron de 52 a 27.
El cantón está formado por veintisiete de las veintinueve comunas del antiguo cantón de Morlaàs, trece de las quince comunas del cantón de Montaner, tres de las seis comunas del cantón de Pau-Este y una de las treinta y una comunas del cantón de Lembeye.
La capital (Bureau centralisateur) está en Morlaàs.

## Composición
El cantón de  País de Morlaàs y de Montanérès  comprende las cuarenta y cuatro comunas siguientes:
| Comunas                | Código INSEE | Superficie (km²) | Población (2012) | Densidad (hab/km²) | Distrito | Cantón anterior |
| ---------------------- | ------------ | ---------------- | ---------------- | ------------------ | -------- | --------------- |
| Abère                  | 64002        | 5,81             | 156              | 27                 | Pau      | Morlaàs         |
| Andoins                | 64021        | 12,22            | 622              | 51                 | Pau      | Morlaàs         |
| Anos                   | 64027        | 1,79             | 185              | 103                | Pau      | Morlaàs         |
| Arrien                 | 64053        | 4,46             | 160              | 36                 | Pau      | Morlaàs         |
| Artigueloutan          | 64059        | 8,12             | 999              | 123                | Pau      | Pau-Este        |
| Baleix                 | 64089        | 6,47             | 147              | 23                 | Pau      | Montaner        |
| Barinque               | 64095        | 9                | 605              | 67                 | Pau      | Morlaàs         |
| Bédeille               | 64103        | 3,85             | 198              | 51                 | Pau      | Montaner        |
| Bentayou-Sérée         | 64111        | 8,26             | 107              | 13                 | Pau      | Montaner        |
| Bernadets              | 64114        | 3,68             | 572              | 155                | Pau      | Morlaàs         |
| Buros                  | 64152        | 13,81            | 1774             | 128                | Pau      | Morlaàs         |
| Casteide-Doat          | 64173        | 5,34             | 141              | 26                 | Pau      | Montaner        |
| Castéra-Loubix         | 64174        | 3,43             | 54               | 16                 | Pau      | Montaner        |
| Escoubès               | 64208        | 6,44             | 360              | 56                 | Pau      | Morlaàs         |
| Eslourenties-Daban     | 64211        | 5,06             | 266              | 53                 | Pau      | Morlaàs         |
| Espéchède              | 64212        | 9,32             | 161              | 17                 | Pau      | Morlaàs         |
| Gabaston               | 64227        | 12,73            | 611              | 48                 | Pau      | Morlaàs         |
| Higuères-Souye         | 64262        | 7,35             | 286              | 39                 | Pau      | Morlaàs         |
| Labatut                | 64293        | 8,44             | 167              | 20                 | Pau      | Montaner        |
| Lamayou                | 64309        | 9,51             | 192              | 20                 | Pau      | Montaner        |
| Lée                    | 64329        | 2,94             | 1228             | 418                | Pau      | Pau-Este        |
| Lespourcy              | 64338        | 7,09             | 186              | 26                 | Pau      | Morlaàs         |
| Lombia                 | 64346        | 7,63             | 205              | 27                 | Pau      | Morlaàs         |
| Maucor                 | 64370        | 4,92             | 482              | 98                 | Pau      | Morlaàs         |
| Maure                  | 64372        | 3,59             | 115              | 19                 | Pau      | Montaner        |
| Momy                   | 64388        | 6                | 128              | 21                 | Pau      | Lembeye         |
| Monségur               | 64395        | 2,84             | 139              | 49                 | Pau      | Montaner        |
| Montaner               | 64398        | 19,13            | 460              | 24                 | Pau      | Montaner        |
| Morlaàs                | 64405        | 13,15            | 4168             | 317                | Pau      | Morlaàs         |
| Ouillon                | 64438        | 6,38             | 487              | 76                 | Pau      | Morlaàs         |
| Ousse                  | 64439        | 4,46             | 1554             | 348                | Pau      | Pau-Este        |
| Ponson-Debat-Pouts     | 64451        | 5,72             | 88               | 15                 | Pau      | Montaner        |
| Pontiacq-Viellepinte   | 64454        | 6,98             | 162              | 23                 | Pau      | Montaner        |
| Riupeyrous             | 64465        | 4,81             | 164              | 34                 | Pau      | Morlaàs         |
| Saint-Armou            | 64470        | 12,38            | 618              | 50                 | Pau      | Morlaàs         |
| Saint-Castin           | 64472        | 7                | 807              | 115                | Pau      | Morlaàs         |
| Saint-Jammes           | 64482        | 4,05             | 652              | 161                | Pau      | Morlaàs         |
| Saint-Laurent-Bretagne | 64488        | 10,59            | 433              | 41                 | Pau      | Morlaàs         |
| Saubole                | 64507        | 5,10             | 143              | 28                 | Pau      | Morlaàs         |
| Sedze-Maubecq          | 64515        | 7,61             | 234              | 31                 | Pau      | Montaner        |
| Sedzère                | 64516        | 12,59            | 408              | 32                 | Pau      | Morlaàs         |
| Sendets                | 64518        | 7,73             | 288733           | 113                | Pau      | Morlaàs         |
| Serres-Morlaàs         | 64520        | 4,19             | 727              | 174                | Pau      | Morlaàs         |
| Urost                  | 64544        | 2,33             | 72               | 31                 | Pau      | Morlaàs         |

En 2012, la población total del nuevo cantón era de 22350 habitantes.